# Gino Sciardis
Gino Sciardis (Pocenia, Itàlia, 28 de gener de 1917 - Bondy, França, 9 de gener de 1968) va ser un ciclista italià de naixement que el 28 de juliol de 1950 es nacionalitzà francès. Fou professional entre el 1943 i 1953. En el seu palmarès destaquen dues victòries d'etapa al Tour de França i tres al Critèrium del Dauphiné Libéré.

## Palmarès
- 1937
  - 1r a la Nantes-Les Sables-d'Olonne
  - 1r al Circuit de l'Indre
- 1947
  - Vencedor d'una etapa del Critèrium del Dauphiné Libéré
- 1948
  - Vencedor d'una etapa al Tour de França
  - Vencedor d'una etapa al Tour de l'Oest
- 1949
  - Vencedor d'una etapa del Critèrium del Dauphiné Libéré
  - Vencedor d'una etapa de la Volta a Luxemburg
- 1950
  - Vencedor d'una etapa al Tour de França
  - Vencedor d'una etapa del Critèrium del Dauphiné Libéré
- 1951
  - 1r del Gran Premi del pneumàtic
- 1952
  - 1r al Circuit de Maine-et-Loire
  - Vencedor de 3 etapes a la Volta al Marroc

### Resultats al Tour de França
- 1948. Abandona (16a etapa). Vencedor d'una etapa
- 1949. 12è de la classificació general
- 1950. 33è de la classificació general i vencedor d'una etapa
- 1951. 51è de la classificació general
- 1952. Abandona (8a etapa)